# Alstroemeria diluta
Alstroemeria diluta este o specie de plante monocotiledonate din genul Alstroemeria, familia Alstroemeriaceae, descrisă de Ehrentraut Bayer.

## Subspecii
Această specie cuprinde următoarele subspecii:
- A. d. chrysantha
- A. d. diluta